# Peromona erinacea
Peromona erinacea is een hooiwagen uit de familie Podoctidae.